# 攻撃天使
『攻撃天使』（こうげきてんし）は、高瀬ユウヤによる日本のライトノベル。イラストは森田柚花が担当している。富士見ファンタジア文庫（富士見書房）にて2003年1月から2005年6月まで刊行された。第14回ファンタジア長編小説大賞準入選作。

## あらすじ
そこは、翼を持たない天使と人間とが対立する世界。そんな世界に住む天使の少年、百川はいつものように破壊の限りを尽くしていた。ふとしたきっかけで百川は天使の少女、彩に出会う。彼女の背中にはないはずの翼があった。そんな二人を中心に世界は回り始める。

## 登場人物
百川 康貴（ももかわ やすたか）
主人公。「捨て去りし者」の名を持つ天使の少年、15歳。（一巻時）荒々しい性格で、人間を憎んでいる。いつものように人間を襲っていた時に偶然、彩と出会う。初めは粗暴で喧嘩っ早く、後先を考えずに突っ走っていたが、徐々に冷静さも育ってくる。凶暴で剃刀のような危うさと猪突猛進な性格の為、友人の芹也に助けられる事が多々ある。彩に対しては少し鬱陶しいと感じつつも、優しく接するようになる。実はクリームパンが大好き（家では毎日クリームパンを食べていたほど）。武功術士である百川の攻撃手段である「タリスマン」は攻撃面にのみ特化している。
三輪 芹也（みわ せりや）
百川の友人、天使。百川とは対照的に冷静沈着で的確な判断をする。主に一人で突っ走っていく百川のブレーキ、およびサポート役。皆のリーダー的存在でもある。百川の突発的で後先を考えない行動にいつも呆れている。しかし仲間思いで責任感が強く、自分の失敗を深く反省したりする場面が見られる。芹也が扱うタリスマンは攻撃のみではなく、防御などもできる。
有本 奈生（ありもと なお）
百川の友人、天使。正真正銘の男だが、細身で女顔のため、一見すると少女のようである。ひょうひょうとしており、軽いと見られがちだが、そういうわけではない。観察力、洞察力に優れており、芹也や百川が感じ取れない何かを感じ取る事も多い。タリスマンを使う事を嫌っており、主に爆弾や飛び道具、本人の斬新な発想で戦っている。人間の事を「皆」と呼ぶ事から、百川よりは人間に対する感情が好意的だと思われる。
綾原 彩（おばら さい）
天使たちの中で唯一、翼を持っている天使の少女、15歳。（一巻時）人間に育てられたという天使としては珍しい過去を持つ。百川のことを「運命の人」だと思っており、百川達に付いていく事になる。かなり大事に育てられたためか、わがままで浮世離れしている。しかし、百川達との出会いにより、徐々に成長していく。

## 既刊一覧
- 高瀬ユウヤ（著）・森田柚花（イラスト）、富士見書房〈富士見ファンタジア文庫〉、全7巻
  - 『攻撃天使1 〜スーサイドホワイト〜』、2003年1月20日発売[2]、ISBN 4-8291-1485-1
  - 『攻撃天使2 〜ブラックダイヤモンド〜』、2003年4月19日発売[3]、ISBN 4-8291-1515-7
  - 『攻撃天使3 〜サイレントフレイム〜』、2003年8月19日発売[4]、ISBN 4-8291-1541-6
  - 『攻撃天使4 〜トラペジウム〜』、2003年12月20日発売[5]、ISBN 4-8291-1577-7
  - 『攻撃天使5 〜フェイズシフト〜』、2004年5月20日発売[6]、ISBN 4-8291-1619-6
  - 『攻撃天使＋ 〜レッドローズ〜』、2005年1月20日発売[7]、ISBN 4-8291-1682-X
  - 『攻撃天使6 〜ヘヴンズレイヤー〜』、2005年6月18日発売[8]、ISBN 4-8291-1732-X